# 北乃颯希
北乃 颯希（きたの さつき、1995年9月14日 - ）は、日本の俳優。大阪府出身。No.9所属。身長171cm。血液型はA型。

## 人物
- 趣味・特技はダンス、アクロバット、スノーボード、サッカーなど。ダンス歴は2020年現在で18年目[1]。
- 2000年から2013年は地元大阪でドラマ、舞台、ライブ、ダンス等を中心に活動。2014年に上京しNo.9に所属[1]。

## 出演作品

### 舞台
- GACKTプロデュース「MOONSAGA-義経秘伝- 第二章」（2014年8月8日 - 10月31日、明治座 他）
- ジェットラグプロデュース「私はスター」（2014年12月5日 - 14日、赤坂RED/THEATER） - 山田健康 役[2]
- 演劇ユニットキャットミント隊「アガルタの虹」（2015年1月29日 - 2月3日、キンケロ・シアター） - アシュタ 役[3]
- 演劇ユニットキャットミント隊 「朗読×劇 ほしのこえ」（2015年4月23日 - 27日、CBGKシブゲキ!!） - 丸山要 役[4]
- GFAプロデュース「ソングドリーマーズ☆」（2015年5月8日 - 10日、上野ストアハウス） - 倉前仁夫 役[5]
- 演劇ユニットキャットミント隊「アガルタの花」（2015年7月22日 - 26日、俳優座劇場） - アシュタ 役[6]
- FPアドバンスプロデュース「MOGURAYA」（2015年9月16日 - 20日、築地ブディストホール） - 主演・楠岡平間 役[7]
- GFAプロデュース「ソングドリーマーズ☆LIVE」（2015年10月21日 - 25日、恵比寿CreAto） - 倉前仁夫 役[8]
- 日出郎プロデュース「バニーボーイズ」（2015年11月26日 - 30日、中野ウエストエンドスタジオ） - かおる 役[9]
- FPアドバンス×劇団グスタフプロデュース公演「真田十勇士 〜義に生きる兵（つわもの）〜」（2016年4月6日 - 10日、シアターサンモール） - 海野六郎 役[10]
- ミュージカル『テニスの王子様』3rdシーズン - 向日岳人 役[11]
  - 青学vs氷帝（2016年7月14日 - 9月25日、TOKYO DOME CITY HALL 他）[12]
  - 青学vs六角（2016年12月22日 - 2017年2月12日、TOKYO DOME CITY HALL 他）[13]
  - TEAM Live HYŌTEI（2017年4月12日 - 16日・19日 - 23日、TOKYO DOME CITY HALL 他）[14]
  - Dream Live 2017（2017年5月26日 - 28日、横浜アリーナ）[15]
  - 全国大会 青学vs氷帝（2018年7月12日 - 9月24日、TOKYO DOME CITY HALL 他）[16]
  - 秋の大運動会 2019（2019年10月8日・9日、横浜アリーナ）[17]
- 「イムリ」（2017年7月26日 - 31日、俳優座劇場） - イマク 役[18]
- SOLID STARプロデュースvol.11「負けんな漫研！」（2017年9月6日 - 10日、品川六行会ホール） - 秋原葉 役[19]
- RICE on STAGE「ラブ米」 - キヨハタモチ 役
  - 〜Endless rice riot〜（2017年11月17日 - 26日、品川プリンスホテル クラブeX）[20]
  - 〜I'll give you rice〜（2018年4月21日 - 30日、品川プリンスホテル クラブeX）[21]
  - 〜Rice will come again〜（2020年11月19日 - 29日、品川プリンスホテル クラブeX）[22]
- ミラクル☆ステージ『サンリオ男子』 - 羽倉虎男 役
  - ミラクル☆ステージ『サンリオ男子』（2018年11月29日 - 12月9日、天王洲 銀河劇場）[23]
  - ミラクル☆ステージ『サンリオ男子』 〜ハーモニーの魔法〜（2019年11月8日 - 17日、品川プリンスホテル クラブeX）[24]
  - ミラクル☆ステージ『サンリオ男子』 〜KAWAII Evolution〜（2021年7月15日 ‐ 25日、品川プリンスホテル クラブeX / 2021年7月30日 ‐ 8月1日、京都劇場）[25]
  - ミラクル☆ステージ『サンリオ男子』 〜KIRAKIRA KANSAI PARADE #世界クロミ化計画～（2023年3月24日 - 4月2日、AiiA 2.5 Theater Kobe / 4月14日 - 16日、品川プリンスホテル クラブeX）[26]
- オフブロードウェイミュージカル「ALTAR BOYZ」（2019年3月20日 - 4月7日、新宿FACE / 4月12日 - 14日、品川プリンスホテル ステラボール） - マーク 役[27]
- SOLID STARプロデュースvol.17「ハッピーマーケット！！」（2019年6月19日 - 23日、全労済ホール スペース・ゼロ） - 佐光十夢 役[28]
- SCHOOL STAGE『ここはグリーン・ウッド』（2019年7月19日 - 28日、天王洲 銀河劇場） - 坂口栄也 役[29][30]
- Dear my パパ（2019年9月26日 - 29日、中野ザ・ポケット）[31]
- テイルズオブザステージ ー光と影の正義ー（2019年12月5日 - 15日、天王洲 銀河劇場） -カロル・カペル 役[32]
- 『えんとつ町のプペル』THE STAGE （2020年1月21日 - 26日、AiiA 2.5 Theater Kobe / 1月30日 - 2月5日、天王洲 銀河劇場） - スコップ 役[33]
- アナ伝Vo.1「ウェールズの赤竜〜アーサー王伝説〜」（2020年8月19日 - 24日、シアターサンモール） - パーシヴァル 役[34]
- 『ヒプノシスマイク-Division Rap Battle-』Rule the Stage - 綿本裕孝 役
  - 『ヒプノシスマイク-Division Rap Battle-』Rule the Stage -track.3- （2020年10月2日 - 11日、TOKYO DOME CITY HALL）[35][36]
  - 『ヒプノシスマイク-Division Rap Battle-』Rule the Stage -Battle of Pride-（2021年8月14日・15日、丸善インテックアリーナ大阪 / 8月24日・25日、ぴあアリーナMM）[37][38]
  - 『ヒプノシスマイク -Division Rap Battle-』Rule the Stage《MAD TRIGGER CREW & どついたれ本舗 feat. 道頓堀ダイバーズ》（2025年4月18日 - 20日、COOL JAPAN PARK OSAKA WWホール / 5月1日 - 11日、品川プリンスホテル ステラボール） - 綿本裕孝 役[39]
- 舞台『刀剣乱舞』大坂冬の陣（2021年1月10日 - 3月28日、IHIステージアラウンド東京） - 太閤左文字 役[40][41]
- ALTAR BOYZ（2021年4月9日 - 24日、新宿FACE）[42]
- 舞台「タンブリング」（2021年6月11日 - 24日、COOL JAPAN PARK OSAKA WWホール 他） - 荻原五郎 役[43]
- 朗読劇『Astrologhias!〜mythos1〜』（2021年9月3日 - 5日、科学技術館 サイエンスホール） - アリーズ 役[44]
  - 朗読劇『Astrologhias!～mythos2～』（2022年5月6日 - 8日、科学技術館 サイエンスホール） - アリーズ 役[45]
- 舞台「御手洗さん」（2021年9月29日 - 10月3日、俳優座劇場） - 枯木くん 役[46]
- ALTAR BOYZ SPECIAL 2021（2021年11月20日・21日、日本青年館ホール）[47]
- 舞台「サザエさん」（2022年1月29日 - 3月6日、明治座 他） - イクラ 役[48][49]
- ジュエルステージ『オンエア！』 - 吉條七緒 役
  - ジュエルステージ『オンエア！』（2022年6月3日 - 12日、東京ドームシティ シアターGロッソ）[50]
  - ジュエルステージ『オンエア！』～Unit Story side Prid's～（2022年11月11日 - 27日、Mixalive TOKYO Theater Mixa）[51]
- 舞台『弱虫ペダル』The Cadence！（2022年7月5日 - 18日、シアター1010 他） - 鳴子章吉 役[52]
  - 舞台『弱虫ペダル』THE DAY 2（2024年3月1日 - 10日、天王洲 銀河劇場）[53]
  - 舞台『弱虫ペダル』Over the sweat and tears（2024年8月31日 - 9月8日、シアターH）[54]
- 神戸セーラーボーイズ 定期公演 vol.1『ロミオとジュリアス』『Water me! 〜我らが水を求めて〜』（2023年11月26日、AiiA 2.5 Theater Kobe）[55]
- ミュージカル『青春-AOHARU-鉄道』〜地下の中心で愛をさけんだMétro〜（2023年12月21日 - 31日、品川プリンスホテル クラブeX） - 東西線 役[56]
  - ミュージカル『青春-AOHARU-鉄道』コンサート Rails Live 2025（2025年11月22日 - 24日〈予定〉、TACHIKAWA STAGE GARDEN）[57]
- パーセプションステージ『Opus.COLORs』（2024年5月10日 - 19日、品川プリンスホテル クラブeX） - 斑鳩杏寿 役[58]
- おぶちゃDance Stage『ナナナナ-七夕の夜に-』（2024年7月3日 - 7日、品川六行会ホール）[59]
- マーダーミステリーShowcase〜5人の証言〜（2025年1月17日 - 19日、全電通労働会館） - 主演・蒼伊 役[60][61]
- あのころの僕、これからの俺 〜タイムスリップ1970〜（2025年6月12日 - 15日〈予定〉、扇町ミュージアムキューブ CUBE01）[62]
- 舞台『REAL AKIBA BOYZ〜Over The Future!〜』（2025年9月20日 - 28日〈予定〉、こくみん共済 coop ホール/スペース・ゼロ） - 龍 役[63]

### 映画
- ソングドリーマーズ☆（2016年1月9日公開、ユナイテッドエンタテインメント） - 倉前仁夫 役
- ミュージアム（2016年11月12日公開、ワーナー・ブラザース映画）
- 占いゲーム（2023年4月21日公開） - 長野リョウ 役[64]

### テレビドラマ
- 水球ヤンキース（2014年7月12日 - 9月20日、フジテレビ）
- 彼が僕に恋した理由（2020年8月9日 - 、TOKYO MX） - 桐谷淳 役
- 東京ヌードル（2024年7月14日 - 、BSフジ）[65]
- マーダーミステリーShowcase〜5人の証言〜『あの子は乙女の夢から覚めて』（2024年12月8日〈予定〉、日テレプラス） - 主演・蒼伊 役[60][61]

### テレビ番組
- 「アイドリぃむ！TV」Go to the ASIA企画 MEN'S DANCE &VOCAL UNIT 「BLACK」（2015年、CBCテレビ）
- 2.5次元男子。LIVE2021 in LINE CUBE SHIBUYA（2021年12月25日、WOWOWプラス）[66]

### イベント・LIVE
- SHU-I JAPAN TOUR 2014 「やっと〜Zeppツアー〜」（2014年6月29日、Zepp Nagoya / 7月6日、Zepp Namba / 7月13日、Zepp Tokyo）
- MYNAME 2016 LIVEHOUSE TOUR 〜 1st Story（2015年2月21日、Zepp Tokyo）
- なないろDREAM TV Presents 「なないろ DREAM LIVE！ Vol.8」（2015年9月30日、名古屋THE BOTTOM LINE）
- アイドリぃむ！TV Presents「アイドリぃむ！ LIVE SPECIAL ！」（2015年12月22日、Zepp Nagoya）
- 2.5次元フェス（仮）（2016年12月4日、幕張メッセ 11ホール）[67]
- コス☆メン フェスティバル Vol.17 〜Once in a blue moon〜（2017年9月24日、Zepp Divercity）
- 「I-DREAM MUSIC FESTIVAL in TOKYO」ファッションステージ（2017年9月29日、秋葉原 ZEST)
- 映画「ソングドリーマーズ☆」DVD発売記念振り返りイベント（2017年10月9日、代アニライブステーション）
- RICE on STAGE「ラブ米」AGSスペシャルイベント〜最近はやりの「ラブ米」って何？〜（2017年10月22日、アニメイトAKIBAガールズステーション）
- 白柏寿大 1st. Birthday Event 2017〜JUDAI誕生〜（2017年10月28日、発明会館）
- RICE on STAGE「ラブ米」×アイドルステージ（2017年11月3日、東京総合美容専門学校 マルチホール）
- RICE on STAGE「ラブ米」Festival in バレンタイン（2018年2月14日 - 17日、品川プリンスホテル クラブeX） - キヨハタモチ 役
- ミュージカル『テニスの王子様』15周年記念 テニミュ文化祭（2018年11月23日・24日、池袋・サンシャインシティ ワールドインポートマートビル4階 展示ホールA）[68][69]
- ミュージカル『テニスの王子様』3rdシーズン Thank-you Festival 2020（2020年2月29日、カルッツかわさき ホール）[70][71]
- 2.5次元男子。LIVE2021 in LINE CUBE SHIBUYA（2021年6月25日、LINE CUBE SHIBUYA）[72]
- 『ヒプノシスマイク -Division Rap Battle-』Rule the Stage《Hypnosis Delight Fes.》（2025年10月25日・26日〈予定〉、Kanadevia Hall） - 綿本裕孝 役[73]

### Webドラマ
- パパとママになる前に〜ボーイズ版〜（2021年8月21日 - 、TERMINAL PF）  - 金奈良 役[74]

### Web
- アメスタ「新垣佑斗＆北乃颯希の新レギュラーチャンネル」（2014年1月17日 - 2015年6月11日、AmebaStudio）
- ミュージカル『テニスの王子様』Dream Stream（2020年11月15日 - 21日、SUPERLIVE by OPENREC） - 向日岳人 役[75]